# Wolfgang Ulrich (Manager)
Wolfgang Ulrich (* 19. Juni 1939) ist ein österreichischer Jurist und ehemaliger Generaldirektor der Bank Burgenland. Seine Amtszeit bei der Bank war besonders durch seine maßgebliche Beteiligung an der Sanierung der Bank geprägt.

## Ausbildung und Karriere
Nach seiner Zeit beim Bundesheer begann Ulrich 1958 mit dem Studium der Rechts- und Staatswissenschaften. Er besuchte den Lehrgang Französisch am Dolmetscherinstitut in Wien und legte 1962 die Übersetzerprüfung ab. 1963 promovierte er zum Doktor jur. und absolvierte im darauffolgenden Jahr das Gerichtsjahr. Ulrich hat im Großteil seiner beruflichen Laufbahn in der Finanzdienstleistungsbranche gearbeitet.
Ulrich trat 1964 in die Rechtsabteilung der Girozentrale ein. 1968 wurde er zum Leiter dieser Abteilung befördert und erhielt 1969 die Prokura. Er war maßgeblich am Aufbau mehrerer Tochtergesellschaften der Girozentrale beteiligt und spielte eine wichtige Rolle bei der Erstellung der Entwürfe des Kreditwesengesetzes und des Sparkassengesetzes.
1976 wechselte Ulrich zur Ersten Bank und wurde 1977 zum Generalsekretär-Stellvertreter ernannt. Im Laufe seiner Tätigkeit bei der Ersten Bank wurde er 1978 zum Laienrichter am Handelsgericht Wien bestellt und 1979 zum Vorstandsmitglied. Er war auch leitender Direktor bzw. Vorstandsvorsitzender der Landes-Hypothekenbank Niederösterreich von April 1980 bis Dezember 1981. Ulrich setzte seine Tätigkeit als Vorstandsmitglied der Ersten Bank bis März 1983 fort und blieb seit September 1997 in der als Holding fungierenden Anteilsverwaltung-Sparkasse, wo er diverse Aufsichtsratsmandate ausübte.
Wolfgang Ulrich übernahm die Rolle des Generaldirektors der Bank Burgenland 2001 in einer ihrer schwierigsten Zeiten, insbesondere nach dem Aufdecken des Milliarden (Schilling)-Kreditdebakels. Unter seiner Führung hat sich die Bank Burgenland stabilisiert und erheblich verbessert.
Ein Hauptanliegen von Ulrich während dieser Zeit war es, das Vertrauensverhältnis zum Land Burgenland wiederherzustellen, das durch die vorherigen Ereignisse erheblich gelitten hatte. Das Land Burgenland hatte zuvor zwei Mal eingreifen müssen, um die Bank zu retten. Nach dem Kreditausfall im Zusammenhang mit dem Howe-Komplex und einem weiteren festgestellten Wertberichtigungsbedarf stieg der Anteil des Landes Burgenland an der Bank auf mehr als 90 %, nachdem die Bank Austria ihre Aktienanteile an der Bank Burgenland dem Land überlassen hatte.
2006 trat Ulrich in den Ruhestand. Zu diesem Anlass erhielt er das Komturkreuz des Ehrenzeichens des Landes Burgenland.
Nach seiner Zeit bei der Bank Burgenland wurde die Bank von der Grazer Wechselseitigen Versicherung (Grawe) übernommen.

## Persönliches
Er ist mit Brigitta Ulrich verheiratet.